# Yun Bo-seon
Đây là một tên người Triều Tiên, họ là Yun.
Yun Bo-seon (Hangul: 윤보선; Hanja: 尹潽善, Han-Việt: Doãn Phổ Thiện;  26 tháng 8 năm 1897 - 18 tháng 7 năm 1990), hiệu là Haewi (Hangul: 해위), là Tổng thống thứ hai của Nhà nước Đại Hàn Dân Quốc từ năm 1960 đến 1962. Ông được biết đến là cháu ruột và cháu họ của hai nhà lãnh đạo phong trào độc lập Triều Tiên là Yun Chi-ho và Yun Chi-young. Ông bị ép buộc từ chức sau Đảo chính 16 tháng 5 năm 1961 lãnh đạo bởi Park Chung-hee.

## Tiểu sử
Yun Bo-seon sinh ngày 26 tháng 8 năm 1897, tại thành phố Asan tỉnh Chungcheong Nam, Hàn Quốc. Năm 1930, Yun Bo-seon tốt nghiệp thạc sĩ văn chương (MA) của Trường Đại học Edinburgh Scotland, Liên hiệp Vương quốc Anh và Bắc Ireland. Năm 1945, Ông đã bắt đầu hoạt động chính trị sau khi kết thúc sự chiếm đóng của Nhật Bản ở bán đảo Triều Tiên, dưới sự dìu dắt của Lý Thừa Vãn. Năm 1948, Yun Bo-seon được Lý Thừa Vãn bổ nhiệm làm Thị trưởng Seoul. Một năm sau, ông được bổ nhiệm làm Bộ trưởng Bộ Thương mại và Công nghiệp Hàn Quốc, đồng thời là Chủ tịch Hiệp hội giao lưu Hàn Quốc-Anh Quốc. Sau đó ông là chủ tịch của Hội Chữ Thập Đỏ Hàn Quốc, trước khi được bầu vào Quốc hội Hàn Quốc năm 1954 với tư cách là một nghị sĩ trực thuộc Đảng Cộng hòa tại Chongno. Một năm sau, ông cùng với một số người khác đứng ra thành lập Đảng Dân chủ đối lập.
Yun Bo-seon mất ngày 18 tháng 7 năm 1990, thọ 92 tuổi. Ông được xem là vị Tổng thống sống thọ nhất trong lịch sử Hàn Quốc.